# Charles Gauzargues

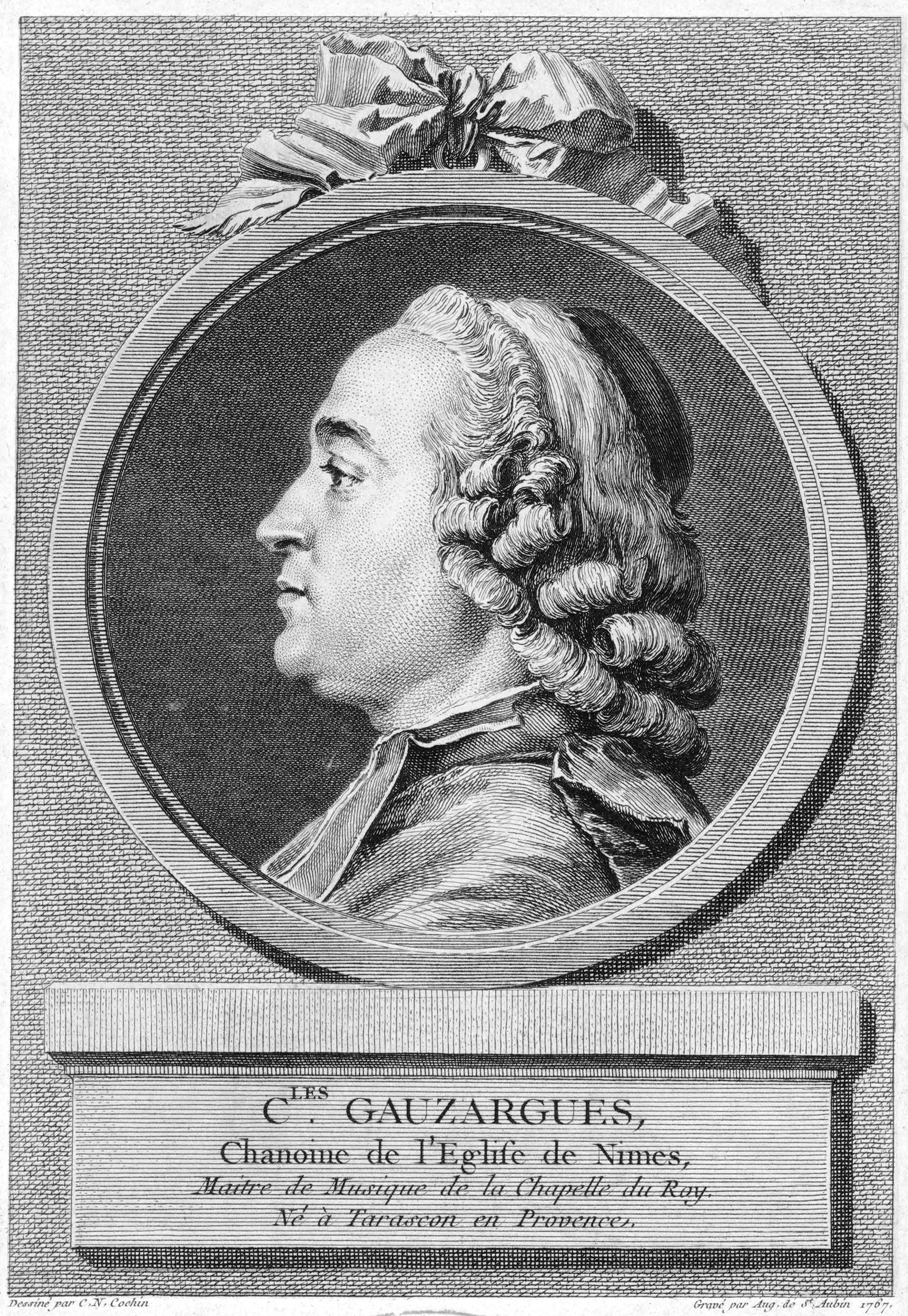
Charles Gauzargues

Abbé Charles Gauzargues (Tarascon, 1725 – Parijs, 1799) was een Frans componist en sous-maître van de Chapelle royale, een van de instituties tijdens het ancien régime verantwoordelijk voor de muziek in de Musique du roi.
Gauzargues was als kind koorknaap in Tarascon; later werd hij priester en maître de chapelle (hoofd muziek) in Nîmes en Montpellier. In 1756 kwam hij naar Parijs. Ondanks aanbevelingen van de kroonprins moest hij als proef enkele motetten schrijven alvorens in 1758 te worden benoemd tot sous-maître. Als sous-maître schreef hij ongeveer 40 motetten voordat hij zich in 1775 te Saint-Germain terugtrok.
Gauzargues werd tijdens de Franse Revolutie gearresteerd, maar werd gered door de Thermidorse reactie. Hij overleed te Parijs in 1799.
Van zijn werk resteert één motet, In te Domine, voor 5 solisten, koor en orkest. Gauzargues schreef een Traité de composition (1797) en een Traité de l'harmonie à la portée de tout le monde (1798).